# Équipe de Serbie-et-Monténégro de football à la Coupe du monde 2006
L'équipe de Serbie-et-Monténégro de football s'est qualifiée pour la coupe du monde 2006 de football en Allemagne. Elle perd ses trois matchs, contre les Pays-Bas, l'Argentine (lourde défaite 6 buts à 0) et enfin la Côte d'Ivoire. En tout, elle aura encaissé dix buts pour seulement deux marqués.
C'est la dernière représentation internationale de cet ancien pays, après l'indépendance du Monténégro le 3 juin 2006.

## Qualifications
| Groupe 7   | Groupe 7             | Groupe 7   | Groupe 7   | Groupe 7   | Groupe 7   | Groupe 7   | Groupe 7   | Groupe 7   | Groupe 7   | Groupe 7             | Groupe 7  | Groupe 7  | Groupe 7  | Groupe 7  | Groupe 7  | Groupe 7  |
| Classement | Classement           | Classement | Classement | Classement | Classement | Classement | Classement | Classement | Classement | Résultats            | Résultats | Résultats | Résultats | Résultats | Résultats | Résultats |
| ---------- | -------------------- | ---------- | ---------- | ---------- | ---------- | ---------- | ---------- | ---------- | ---------- | -------------------- | --------- | --------- | --------- | --------- | --------- | --------- |
|            | Nation               | Pts        | J          | G          | N          | P          | BP         | BC         | Diff       | Nation               | SCG       | ESP       | BIH       | BEL       | LIT       | SAN       |
| 1          | Serbie-et-Monténégro | 22         | 10         | 6          | 4          | 0          | 16         | 1          | +15        | Serbie-et-Monténégro |           | 0-0       | 1-0       | 0-0       | 2-0       | 5-0       |
| 2          | Espagne              | 20         | 10         | 5          | 5          | 0          | 19         | 3          | +16        | Espagne              | 1-1       |           | 1-1       | 2-0       | 1-0       | 5-0       |
| 3          | Bosnie-Herzégovine   | 16         | 10         | 4          | 4          | 2          | 12         | 9          | +3         | Bosnie-Herzégovine   | 0-0       | 1-1       |           | 1-0       | 1-1       | 3-0       |
| 4          | Belgique             | 12         | 10         | 3          | 3          | 4          | 16         | 11         | +5         | Belgique             | 0-2       | 0-2       | 4-1       |           | 1-1       | 8-0       |
| 5          | Lituanie             | 10         | 10         | 2          | 4          | 4          | 8          | 9          | -1         | Lituanie             | 0-2       | 0-0       | 0-1       | 1-1       |           | 4-0       |
| 6          | Saint-Marin          | 0          | 10         | 0          | 0          | 10         | 2          | 40         | -38        | Saint-Marin          | 0-3       | 0-6       | 1-3       | 1-2       | 0-1       |           |

## Maillot
Le maillot de l'équipe de Serbie-et-Monténégro est fourni par l'équipementier Lotto.
| Couleurs | Bleu et blanc |
| Marque   | Lotto         |
| Domicile | Extérieur     |

## Effectif
Le 15 mai 2006, le sélectionneur, Ilija Petkovic, a annoncé une liste composée de vingt-trois joueurs pour le mondial. Le 29 mai, l'attaquant monténégrin de l'US Lecce, Mirko Vučinić, blessé lors du premier match du championnat d'Europe Espoirs face à l'Allemagne, déclare forfait pour la Coupe du monde. C'était le seul joueur monténégrin sélectionné. Il est remplacé par le fils du sélectionneur, Dusan Petković, qui évolue à l'OFK Belgrade. Devant les accusations de favoritisme, le joueur quitte la sélection et retourne au pays. La FIFA n'autorisant que les remplacements pour raisons médicales, la demande est rejetée et la Serbie-et-Monténégro n'envoie que 22 joueurs en Allemagne. (Voir ici les informations de l'Equipe)
| Numéro / Nom | Numéro / Nom       | Club                     | Date de naissance | J.              | Buts            |                 |                 |                 |
| Gardiens de but | Gardiens de but    | Gardiens de but          | Gardiens de but   | Gardiens de but | Gardiens de but | Gardiens de but | Gardiens de but | Gardiens de but |
| --- | ------------------ | ------------------------ | ----------------- | --------------- | --------------- | --------------- | --------------- | --------------- |
| 1 | Dragoslav Jevrić   | Ankaraspor               | 08.07.1974        | 3               | 0               | 0               | 0               | 0               |
| 12 | Oliver Kovačević   | FK CSKA Sofia            | 08.07.1974        | 0               | 0               | 0               | 0               | 0               |
| 23 | Vladimir Stojković | Étoile rouge de Belgrade | 28.07.1983        | 0               | 0               | 0               | 0               | 0               |
| Défenseurs |                    |                          |                   |                 |                 |                 |                 |                 |
| 3 | Ivica Dragutinović | FC Séville               | 13.11.1975        | 1               | 0               | 1               | 0               | 0               |
| 5 | Nemanja Vidić      | Manchester United        | 21.10.1981        | 0               | 0               | 0               | 0               | 0               |
| 6 | Goran Gavrančić    | Dynamo Kiev              | 02.08.1978        | 3               | 0               | 2               | 0               | 0               |
| 13 | Dušan Basta        | Étoile rouge de Belgrade | 18.08.1984        | 0               | 0               | 0               | 0               | 0               |
| 14 | Nenad Đorđević     | Partizan Belgrade        | 07.08.1979        | 2               | 0               | 0               | 0               | 0               |
| 15 | Milan Dudić        | Étoile rouge de Belgrade | 01.11.1979        | 2               | 0               | 1               | 0               | 0               |
| 16 | Dušan Petković     | Saturn Ramenskoye        | 13.06.1974        | 2               | 0               | 1               | 0               | 0               |
| 20 | Mladen Krstajić    | Schalke 04               | 04.03.1974        | 3               | 0               | 1               | 0               | 0               |
| Milieux de terrain |                    |                          |                   |                 |                 |                 |                 |                 |
| 2 | Ivan Ergić         | FC Bâle                  | 21.01.1981        | 2               | 0               | 0               | 0               | 0               |
| 4 | Igor Duljaj        | Chakhtior Donetsk        | 29.10.1979        | 3               | 0               | 1               | 0               | 0               |
| 7 | Ognjen Koroman     | Portsmouth               | 19.09.1978        | 2               | 0               | 2               | 0               | 0               |
| 10 | Dejan Stanković    | Inter Milan              | 11.09.1978        | 3               | 0               | 1               | 0               | 0               |
| 11 | Predrag Đorđević   | Olympiakos               | 04.08.1972        | 3               | 0               | 0               | 0               | 0               |
| 17 | Albert Nađ         | Partizan Belgrade        | 29.10.1974        | 3               | 0               | 2               | 1               | 0               |
| 18 | Zvonimir Vukić     | Partizan Belgrade        | 19.07.1979        | 1               | 0               | 0               | 0               | 0               |
| 22 | Saša Ilić          | Galatasaray              | 30.12.1977        | 1               | 1               | 0               | 0               | 0               |
| Attaquants |                    |                          |                   |                 |                 |                 |                 |                 |
| 8 | Mateja Kežman Cap. | Atlético de Madrid       | 12.04.1979        | 2               | 0               | 0               | 0               | 1               |
| 9 | Savo Milošević     | Osasuna Pampelune        | 02.09.1973        | 3               | 0               | 0               | 0               | 0               |
| 19 | Nikola Žigić       | Étoile rouge de Belgrade | 25.09.1980        | 2               | 1               | 0               | 0               | 0               |
| 21 | Danijel Ljuboja    | VfB Stuttgart            | 04.09.1978        | 2               | 0               | 0               | 0               | 0               |
| Sélectionneur |                    |                          |                   |                 |                 |                 |                 |                 |
| | Ilija Petković     |                          | 22.09.1945        |                 |                 |                 |                 |                 |
| Réserve Joueurs qui n'ont pas participé au stage d'entraînement mais qui pouvaient faire office de remplaçants jusqu'au 10 juin |                    |                          |                   |                 |                 |                 |                 |                 |
| Non communiquée |                    |                          |                   |                 |                 |                 |                 |                 |
| Blessé Joueur initialement annoncé dans l'équipe nationale pour la coupe du monde mais remplacé avant le 11 juin                |                    |                          |                   |                 |                 |                 |                 |                 |
| A | Mirko Vučinić      | US Lecce                 | 01.10.1983        |                 |                 |                 |                 |                 |

## Compétition

### Buteurs
| Classement | Nom          | But(s) |
| 1          | Nikola Žigić | 1      |
| -          | Saša Ilić    | 1      |